# Kamil Piątkowski
Kamil Piątkowski (Jasło, 2000. június 21.) lengyel válogatott labdarúgó, a Kasımpaşa játékosa kölcsönben a Red Bull Salzburg csapatától.

## Pályafutása

### Klubcsapatokban
Az UKS 6 Jasło, a Karpaty Krosno és a Zagłębie Lubin korosztályos csapataiban nevelkedett. 2018. május 31-én mutatkozott be a Zagłębie Lubin második csapatában a Miedź Legnica II ellen. 2019. május 18-án jelentették be, hogy 2023 június végéig aláírt a Raków Częstochowa csapatához. Augusztus 18-án debütált a Lechia Gdańsk elleni bajnoki mérkőzésen Sebastian Musiolik cseréjeként. 2021. február 1-jén 2026 nyaráig írt alá az osztrák Red Bull Salzburg együtteséhez. A 2020–21-es legjobb ifjúsági játékosának választották meg a bajnokságban. 2023. január 17-én a belga KAA Gent szerződtette kölcsönben június 30-ig. Január 19-én a Charleroi csapata elleni 0–0-s döntetlennel záruló bajnoki mérkőzésen mutatkozott be. 2024. január 5-én félévre kölcsönbe került a spanyol Granada csapatához. 2025. január 31-én kölcsönbe került a szezon végéig a török Kasımpaşa csapatába.

### A válogatottban
Többszörös korosztályos válogatott. 2021. március 28-án mutatkozott be a felnőtt válogatottban Andorra elleni 2022-es labdarúgó-világbajnokság-selejtező mérkőzésen. A 2020-as labdarúgó-Európa-bajnokságra utazó keretbe is bekerült.

## Statisztika

### A válogatottban
2024. november 19-én frissítve.
| Nemzet        | Év       | Mérkőzés | Gól |
| ------------- | -------- | -------- | --- |
| Lengyelország | 2021     | 3        | 0   |
| Lengyelország | 2022     | 0        | 0   |
| Lengyelország | 2023     | 0        | 0   |
| Lengyelország | 2024     | 3        | 1   |
| Lengyelország | 2025     | 0        | 0   |
| Összesen      | Összesen | 6        | 1   |

## Sikerei, díjai

### Klub
- Raków Częstochowa
  - Lengyel kupa: 2020–21[12]
- Red Bull Salzburg
  - Osztrák Bundesliga bajnok: 2021–22
  - Osztrák kupagyőztes: 2021–22

### Egyéni
- Ekstraklasa – Hónap Tehetsége: 2021 március,[13] 2021 április[14]
- Ekstraklasa – A szezon újonca: 2020–21